# Klyvning av månen

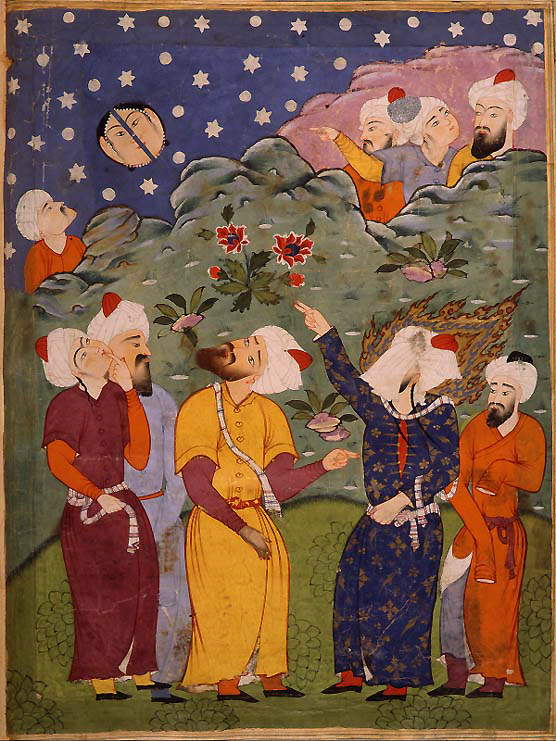
Muhammed klyver månen.

Klyvningen av månen (arabiska: انشقاق القمر) anses av muslimer vara ett mirakel som profeten Muhammed utförde som svar på en utmaning från Meckaborna, till vilket Koranen 54:1 (Al-Qamar) refererar. Klassiska muslimska teologer har rutinmässigt hävdat Muhammeds mirakel som ett av argumenten för att han var en sann profet. Miraklet omnämns både i Koranen och sunna (hadither). Det som sägs är att Muhammed pekade på månen, vilket fick den att delas i två halvor.